# Булюбаш Володимир Іванович
Володимир Іванович Булюбаш (1866 рік — 23 лютого 1926 року) — російський офіцер і громадський діяч, член II Державної думи від Полтавської губернії .

## Біографія
Походить з дворян Полтавської губернії. Землевласник Хорольського повіту (875 десятин).
Закінчив Петровський Полтавський кадетський корпус (1883 рік) і Олександрівське військове училище (1885 рік), звідки був випущений офіцером в лейб-гвардії у Литовський полк .
У 1890 році вийшов у відставку в чині поручика і присвятив себе громадській діяльності у Полтавській губернії. Обирався гласним Хорольського повіту і Полтавських губернських земських зборів, головою Хорольської повітової земської управи. Був членом правління Полтавського земельного банку і головою благодійного товариства.
У лютому 1907 року обраний членом II Державної думи від Полтавської губернії. Входив до групи правих і помірних. Активної участі в думської діяльності не брав.
Після розпуску Думи обирався депутатом Полтавської дворянства, гласним Хорольського повіту земства і почесним мировим суддею, був членом правління Товариства допомоги учням у навчальних закладах цивільного відомства.
Був одружений з Ольгою Володимирівною Булюбаш.
У січні 1918 року був заарештований більшовиками, але відпущений. Емігрував у Польщу.
Помер у 1926 році.